# Sevil Gaziyeva
 (novembre 2021).
Sevil Gaziyeva (en azéri : Sevil Gamzat qyzy Gaziyeva, née le 1er juin 1940 à Achaghy-Tala, district de Zaqatala, et morte le 23 septembre 1963 à Zhdanovsk) est la première femme azérie mécanicienne sur les machines de filature de coton.

## Biographie
Sevil Gaziyeva est née le 1er juin 1940 dans le village d'Aşağı Tala du district de Zagatala. Après avoir obtenu son diplôme d'études secondaires en 1958, Sevil essaie d’entrer à l'Institut de médecine d'Azerbaïdjan, mais elle n'est pas acceptée. La même année, elle soumet ses documents à l'école professionnelle de Bakou.
En décembre 1959, Sevil lit un article dans le journal sur la fille ouzbek Tursunoï Akhunova et décide de devenir mécanicienne.
À l'été 1960, Sevil et ses amis sont envoyés à la ferme de coton dans le district de Beylagan. Lors de l'expérimentation de production, Sevil récolte 97 tonnes de coton à la machine. Après avoir été diplômée de l'école de mécanisation agricole, Sevil Gaziyeva part volontairement travailler dans le district de Beylagan. En 1961 Sevil Gaziyeva est membre de la délégation azerbaïdjanaise à la réunion nationale des producteurs de coton soviétiques en Ouzbékistan. Pendant son séjour en Ouzbékistan, Sevil se familiarise avec l'expérience de travail du célèbre producteur de coton soviétique Tursunoy Akhunova. Après son retour de Tachkent, elle crée une brigade complexe comme Tursunoy Akhunova à Beylagan et dirige cette brigade.

## Meilleur mécanicienne
Sevil Gaziyeva entre à la faculté de mécanisation de l'Institut agricole d'Azerbaïdjan en 1962, travaille et étudie également par correspondance. Sevil Gaziyeva, devient l'une des productrices de coton les plus célèbres d'Azerbaïdjan et récolte 190 tonnes de coton en 1962 avec sa machine. La brigade dirigée par Sevil reçoit l'Ordre du Drapeau rouge du Travail pour avoir pris 30 quintaux de coton par hectare.
En 1963, Sevil Gaziyeva était députée du Soviet suprême de la RSS d'Azerbaïdjan.
Elle périt tragiquement en 1963 lors de la récolte des moissons. Le titre de héros du travail socialiste lui est décerné à titre posthume en 1966.

## Récompenses
Héros du travail socialiste — 30 avril 1966
Ordre de Lénine — 30 avril 1966
Médaille "Pour la vaillance du travail" — 26 avril 1963
Ordre du Drapeau rouge du travail — 16 février 1963